# داش
داش (بالإنجليزية: Dash) هو رابر وكاتب أغاني ومنتج أسطوانات أمريكي، ولد في 21 يوليو 1992 في هاكينساك في الولايات المتحدة.

## وصلات خارجية
- الموقع الرسمي
- داش على موقع ميوزك برينز (الإنجليزية)
- داش على موقع ديسكوغز (الإنجليزية)